# Крепи
Кре́пи — село в Україні, у Нижньотеплівській сільській громаді Щастинського району Луганської області. Населення становить 247 осіб.

## Населення
За даними перепису 2001 року населення села становило 247 осіб, з них 0,4 % зазначили рідною мову українську, 99,19 % — російську, а 0,41 % — іншу.